# Gretl Löwinger
Gretl Löwinger, auch Gretel Löwinger; eigentlich Margaret Löwinger (* 4. Dezember 1919 in Markl, Niederösterreich; † 21. Juli 1973 in Wien) war eine österreichische Volksschauspielerin, Autorin und Regisseurin.

## Leben
Die jüngere Schwester des Volksschauspielers Paul Löwinger stand bereits im Alter von vier Jahren auf der Bühne. Noch ehe sie gemeinsam mit ihrem Bruder die Leitung der familieneigenen Löwinger-Bühne übernahm, ließ sich Gretl am Max Reinhardt-Seminar künstlerisch ausbilden. Gretl Löwinger wirkte nicht nur als Schauspielerin, sondern auch als Autorin und Regisseurin von Löwinger-Stücken.
Abgesehen von zwei Bauernschwänken Anfang der 50er Jahre (Der keusche Adam, Valentins Sündenfall), zu denen sie auch die Stückvorlagen verfasste, stand Gretl Löwinger erst seit Beginn der 60er Jahre regelmäßig vor der Kamera. Meist waren es Ensemblearbeiten der Löwinger-Familie. Das Gros dieser für das Fernsehen adaptierten Volksstücke entstanden als Bühneninszenierungen unter Gretl Löwingers Regie. Bis zu ihrem überraschenden Tod im Sommer 1973 war Gretl Löwinger sowohl als Schauspielerin als auch als Bühnenregisseurin aktiv.
Gretl Löwinger war mit dem Schauspieler Erich Padalewski verheiratet, mit dem sie bereits 1960, bei seinem Fernsehdebüt, vor der Kamera gestanden hat. Das Ehepaar hat zwei Töchter.
Sie wurde auf dem Friedhof in Ybbs an der Donau im Elterngrab beerdigt.

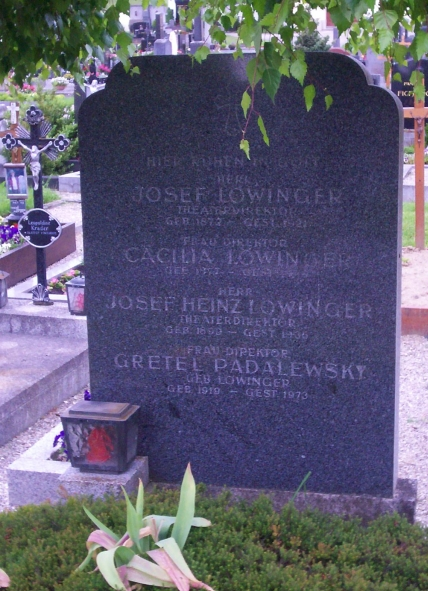
Löwinger-Grabstätte (2016)

## Filmografie
Als Schauspielerin, wenn nicht anders angegeben:
- 1950: Der keusche Adam
- 1951: Valentins Sündenfall (auch Co-Drehbuch)
- 1953: Im Krug zum grünen Kranze (Die 5 Karnickel / nur Co-Drehbuch)
- 1960: Der Meineidbauer
- 1961: Das Mädchen mit dem Zucker (auch Co-Drehbuch)
- 1961: Vor Jungfrauen wird gewarnt
- 1963: Sing, aber spiel nicht mit mir
- 1963: Ehestreik
- 1965: Und das vor der Hochzeit
- 1966: Das Liab am Almsee
- 1966: Anna Gorth
- 1967: Der alte Geizkragen
- 1967: Der Schandfleck
- 1968: Schicksal
- 1968: Reiterattacke
- 1969: Er hat Glück mit Monika
- 1970: Der Ehestreik
- 1970: Das Millionenbett
- 1971: Die Roßkur
- 1971: Baden streng verboten
- 1971: Anton und Antonia
- 1972: Liebe macht blind
- 1972: Die liebestollen Apothekerstöchter (nur Co-Drehbuch)
- 1972: Immer Ärger mit Hochwürden (auch Kostüme)
- 1973: Die falsche Katze

Als Fernsehregisseurin:
- 1966: Alles in Ordnung
- 1967: Der Schandfleck
- 1967: Die Geierwally
- 1970: Die verlorene Hochzeitsnacht
- 1971: Vinzenz, warum tust du das?
- 1972: Alles nur nicht heiraten